# جنسانية أنثوية ممتدة
جنسانية أنثوية ممتدة (بالإنجليزية: Extended female sexuality)‏ هو عندما تتزاوج الأنثى من النوع على الرغم من كونها غير مخصبة. في معظم الأنواع، تنخرط الأنثى في الجماع فقط عندما تكون خِصْبة. مع ذلك، وُثِّقت جنسانية ممتدة في رئيسيات العالم القديم، والطيور المترابطة أزواجًا وبعض أنواع الحشرات (مثل الخنافس آكلة الجيف). تتجلى الجنسانية الممتدة بشكل أكثر وضوحًا لدى إناث البشر اللواتي لا تظهرن أي تغيرات في وتيرة ممارستهن للجنس أثناء الدورة المبيضية. رغم أن هذا السلوك يكبد الأنثى ثمنًا، مثل الطاقة والوقت، اقترح عدد من الباحثين مبررات لوجوده. هذه الفرضيات تشمل فرضية معاونة الذكر، التي تقترح أن الأنثى تنال منافع غير وراثية (مثل الغذاء والمأوى) مقابل التوافر جنسيًا. إحدى الفرضيات الفرعية من هذه الفرضية تلك التي قدمتها عالمة الرئيسيات والأنثروبولوجيا سارة هردي مقترحةً أن جنسانية الأنثى الممتدة هي عملية تكيف تهدف إلى عمل التباس في الأبوة لدى الذكور. تدّعي فرضيات بديلة مصنفة على أنها «مدفوعة من الذكر» أن الجنسانية الأنثوية الممتدة تُعزى إلى حدوث تكيف ذكري ناجم عن عدم القدرة على اكتشاف حالة الأنثى فيما يتعلق بالخصوبة أو ليثبط الاستجابات المناعية ضد الحيوانات المنوية. وأخيرًا، تقترح فرضية شبوهلر أن السلوك ربما نشأ نتيجة كأثر عرضي لغدد كظرية أكبر عند البشر.

## الحدوث

### لدى غير البشر
رغم عدم وجوده لدى جميع الكائنات الحية، حدد باحثون أنماطًا للاتصال الجنسي في بعض الحيوانات تعكس جنسانية أنثوية ممتدة، مثل بعض رئيسيات العالم القديم، والطيور، والحشرات. ركز بحث مستفيض على تحليل معدل السلوك الجنسي لدى حيوان الزبّاب المشموم. الفترة الوحيدة التي ترتبط بانخفاض قابلية الأنثى للجماع هي فترة منتصف إلى أواخر الحمل. ومع ذلك، حتى في هذا التوقيت، أُفيد بحدوث تزاوج عرضي. لذلك، استنتج الباحثون أن لدى هذا الحيوان قابلية جنسية متماثلة في الحالة الخصبة وغير الخصبة على حدٍ سواء. ضمن الرئيسيات، وجد الباحثون باستمرار دليلًا على جنسانية أنثوية ممتدة لدى قردة الريسوسي والشيمبانزي الشائع. يتزاوج كلا الرئيسيين خلال جميع مراحل الدورة المبيضية، مع ازديادات طفيفة لا أكثر في القابلية الجنسية أثناء مراحل الخصوبة، وانخفاضات أثناء الحيض.

مخطط يوضح الدورة الشهرية عند إناث البشر (بدايةً من اليوم الأول للدورة وانتهاءً باليوم الأخير).

### لدى البشر
تعتبر إناث البشر المثال الذي يظهر أكبر درجات الجنسانية الأنثوية الممتدة، بقابلية للاتصال الجنسي تبقى ثابتةً أثناء طور الخصوبة وعدم الخصوبة في الدورة الإنجابية، بما في ذلك الحمل والرضاعة وفي مرحلة البلوغ. في دراسة تمت على 20000 امرأة من 13 دولة، ذُكر أن وتيرة ممارستهن للجنس لم تتغير أثناء الدورة المبيضية. الانخفاض الوحيد الذي لوحظ في سلوكهن الجنسي حدث أثناء الحيض. من ثم، أظهرت النساء بشكل كبير المستوى نفسه من السلوك الجنسي في حالات عدم الخصوبة في دورتهن المبيضية كما في مرحلة الخصوبة.
بحث العلماء في تأثير استخدام النساء لوسائل تحديد النسل الهرمونية على وتيرة ممارسة الجنس. تحاكي كثير من وسائل تحديد النسل هذه حالة الحمل في الأنثى بتبديلها مستويات الهرمون. وبناء عليه، لا تمر النساء التي تستخدم وسائل تحديد النسل تلك بمرحلة الخصوبة في دوراتهن. في مراجعة منهجية، اتضح أن وتيرة ممارسة الجنس لم تكن لتتأثر باستخدام وسائل تحديد النسل لدى الغالبية العظمى من النساء. على الرغم من كونه مختلقًا، يضيف هذا إلى الكتابات العلمية إمكانية وجود الجماع لدى البشر أثناء فترات عدم الإخصاب.

### تأثير الإباضة المستترة
من أجل تحفيز التزاوج في فترات عدم الحمل ولتشجيع الذكور على الإبقاء على قربهم، يجب أن تكون المعرفة لدى الذكور ناقصة بشأن حالة الأنثى الخصبة. يتحقق هذا من خلال الإباضة المستترة لدى معظم الحيوانات التي تبدي جنسانية أنثوية ممتدة. كشف استعراض للدراسات أنه -لدى البشر- لا تُظهر الإناث أكثر من تغيرات طفيفة أثناء الشبق، جاعلةً من الصعب على الذكور تقييم الخصوبة بدقة. على سبيل المثال، في قبيلة كونغ (إحدى جماعات شعب بوشمن) تفتقر الإناث لأي علامات ظاهرية للإخصاب وتظل باستمرار منفتحة للاتصال الجنسي؛ حثًا للذكور على البقاء وتوفير الموارد.

## التفسيرات

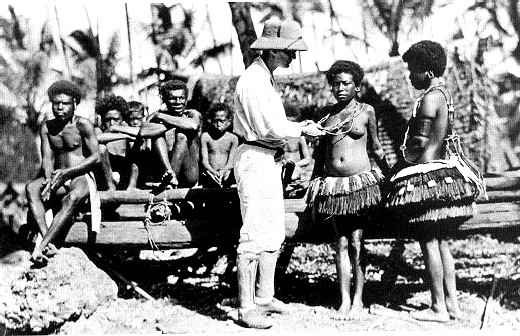
تظهر هذه الصورة عالم الأنثروبولوجيا البولندي برونسيلاف مالينوفسكي برفقة قبيلة تروبرياند

### فرضية معاونة الذكر
يمكن للجماع خارج مرحلة الإخصاب في الدورة المبيضية أن يكبد الإناث ثمنًا باهظًا، مثل استهلاك الوقت والطاقة. لمواجهة هذا الثمن، تجادل فرضية معاونة الذكر بأن الإناث يُظهرن جنسانية ممتدة للحصول على الموارد من الذكور. تتباين تلك الموارد بين الأنواع المختلفة، لكن من الممكن أن تتضمن الغذاء والتحالف الاجتماعي وحماية الأنثى ونسلَها. مثلًا، في قبيلة تروبرياند، يعطي الرجال هدايا للنساء مقابل التوافر الجنسي. من هذه الفرضية، هناك عدة تكهنات يمكن توقعها.

#### توفير الذكور لمصادر غير وراثية
أولًا، لدى الأنواع التي تظهر جنسانية أنثوية ممتدة، لا بد من وجود دليل على أن الذكر يوفر موارد غير وراثية للأنثى. يحظى هذا التكهن بتأييد في مجموعة متنوعة من الحيوانات، مع استعراضات تكشف أن معاونة الذكر (مثل الغذاء أو الحماية) تقدم لبعض الثدييات والطيور أثناء توالدها مقابل الجماع خارج فترات الحمل. كمثال، يزداد حصول أثنى الشحرور التي تطلب الجماع خارج فترة الخصوبة على الحماية من شريكها المترابط معها زوجيًا. يزيد هذا حمايتها من الذكور الآخرين الذين يكرهوها على الجنس ويكفل توفير منافع مادية أخرى. في مراجعة تبحث في الرئيسيات التي تظهر جنسانية أنثوية ممتدة، لوحظ أن الإناث التي انخرطت في جنسانية ممتدة حصلت على مزيد من الحماية لنسلها ورعاية أبوية من الذكور.

#### نجاح تناسلي مُعزز
ثانيًا، من أجل أن تتجاوز الثمن سالف الذكر، ينبغي أن يزيد الجماع أثناء مرحلة الخصوبة النجاح التناسلي للأثنى عن طريق زيادة كمية الذرية المُنجبة. حقق بحث جارٍ في هذا العامل بشكل غير مباشر، ولقد كُثف التحقيق على الحشرات. مثلًا، عندما يقدم ذكر الحشرات منافع مادية مقابل ولوج جنسي، يزداد النجاح التناسلي للإناث بزيادة عدد مرات التزاوج. من المهم ذكر أن سلوك الجماع المقرر لم يقتصر على جنسانية أنثوية ممتدة. ومن ثم، يوفر فقط دعمًا غير مباشر للتكهن الثاني.

### فرضية شبوهلر
فرضية شبوهلر هي فرضية قائمة بذاتها للجنسانية الأنثوية الممتدة. اقترح شبوهلر أن الجنسانية الأنثوية الممتدة قد تطورت كناتج ثانوي لتكيف لدى الإناث يزيد مستويات الهرمونات الكظرية. اقترح أن إفرازات مستوى أعلى من هرمونات كظرية قد اختير في البداية لدى النساء لزيادة قدرة التحمل على العمل والجري. ترى هذه الفرضية أن الغدد الكظرية الأكبر ربما ساهمت في تطوير الجنسانية الأنثوية الممتدة إذ إنها أيضًا المصدر الرئيسي لهرمونات الرغبة الجنسية، والتي تزيد من الدافع لممارسة الجنس لدى الأنثى. ومن ثم، لا توجد صلة تُذكر بين الجنسانية الممتدة وسلوك جنسي، أو ميزة تطورية بعينها، إنما الأمر بالأحرى مجرد نتيجة ثانوية لهرمونات. ومع ذلك، لا تتمكن هذه الفرضية من تفسير الجنسانية الأنثوية الممتدة في اللافقاريات والتي تفتقر إلى النظام الكظري. بالإضافة إلى ذلك، أبرز شبوهلر وجود غدة درقية وغدتان كظريتان أكبر لدى البشر مقارنةً برئيسيات أخرى. رغم هذا، لم يثبت دليل تجريبي الصلة بين الهرمونات وتحمل المشي باعتباره تكيفًا والجنسانية الأنثوية الممتدة على أنها آثار جانبية.